# Pété
Pété (ou Pete) est une commune du nord du Sénégal, située dans le département de Podor et la région de Saint-Louis, à proximité du fleuve Sénégal et de la frontière avec la Mauritanie. 
Le village a été érigé en commune en décembre 2008.
Selon une source officielle, le village de Pété comptait 2 461 habitants et 286 ménages (avant la création de la commune).